# 大卫·M·罗森索
大卫·M·罗森索 （David Mitchell Rosenthal，1969年3月23日—）是一名美国电影导演、编剧和监制。

## 生平
他生于纽约市，他父亲是公益组织Phoenix House的创始人兼主席Mitchell S. Rosenthal医生，母亲是食谱作家Ellen Wright。
他取得莎拉劳伦斯学院诗歌艺术创作硕士和美国电影学会电影制作博士学位。

## 电影作品
- See This Movie (2004)
- Falling Up (2009)
- Janie Jones (2010)
- 致命一擊/A Single Shot (2013)
- 完美家伙/The Perfect Guy (2015)